# استیت لاین (میسیسیپی)
استیت لاین (به انگلیسی: State Line) شهرکی در ایالت میسیسیپی کشور ایالات متحده آمریکا است که جمعیت آن در سرشماری سال ۲۰۱۰ میلادی، ۵۶۵ نفر بوده‌است.